# Jean Dulac
Pour les articles homonymes, voir Dulac.
Ne pas confondre avec Jean Dulac (homme politique) (nl) belge.
Jean Dulac, né le 12 février 1902 à Bourgoin (Isère) et mort le 3 mars 1968 à Lyon, est un peintre et sculpteur français,.

## Biographie
Jean Dulac a été élève aux beaux-arts de Lyon,. Ses œuvres font entre autres partie des collections de musées à Lyon, Bourgoin-Jallieu, Givors et Morestel.

## Œuvres
- « Initiation », « Les fiancés », « Dancing à Montmartre », « Les amours pastorales de Daphnis et Chloé », gravures pour la revue d'art Byblis (1929, 1930).
- Homme lisant (dessin), MTC 4844, musée des beaux-arts d'Angers[4]
- Illustration (et probablement édition) du roman de Marcel Valotaire Nous Deux, Simples papiers du tiroir secret, « un des chefs-d’œuvre du roman érotique contemporain »[5].
- Tête de petite fille (dessin), MTC 4843, musée des beaux-arts d'Angers[4]
- La lessive (tableau), 1959-1, musée des beaux-arts de Lyon[4],[6]